# Psora tuckermanii
Psora tuckermanii är en lavart som beskrevs av R. Anderson ex Timdal. Psora tuckermanii ingår i släktet Psora och familjen Psoraceae.   Inga underarter finns listade i Catalogue of Life.